# Gillingham (Kent)
Gillingham (IPA: /ˈdʒɪlɪŋəm/) è una località britannica nella contea inglese del Kent.

## Amministrazione

### Gemellaggi
- Itō e Yokosuka, Giappone, in memoria del ruolo svolto da William Adams nella creazione di relazioni tra la Gran Bretagna e il Giappone.